# 臼田甚五郎
臼田 甚五郎（うすだ じんごろう、1915年〈大正4年〉1月25日 - 2006年〈平成18年〉10月26日）は、日本の国文学者・民俗学者・歌人（雅号：碧洋）。文学博士（國學院大学・論文博士・1961年）（学位論文「日本歌謡の文学史的民俗学的考察」）。國學院大學名誉教授。

## 来歴
東京都大田区生まれ。東京府立第一中学校を経て、1937年國學院大學文学部卒。柳田國男、折口信夫、河野省三らに師事。1953年國學院大學文学部助教授、1957年同教授。1961年「日本歌謡の文学史的民俗学的考察」で國學院大学より文学博士の学位を取得。1985年定年退職、同大学名誉教授。1990年、勲三等瑞宝章受章。学外では日本学術会議会員や歌謡学会会長などを歴任した。
2006年10月26日、前立腺癌で死去。享年91。

## 業績
歌謡や昔話・伝説・世間話など口承文芸の民俗学的研究や日記文学・物語文学・説話文学等の研究で知られ、神道に関する研究も多い。歌謡史と民俗学との協調による新しい日本歌謡文学研究を目指していた。 
子供のころから文学に親しみ、小学生のころ『少年世界』短歌欄に投稿（北原白秋選）し、採用され、賞品を受け取りに博文館まで赴いたと回想している。 
学生時代には國學院大学方言研究会（顧問・今泉忠義他）に所属した。國學院大学方言研究会は柳田國男が指導に大きく関わり、國學院大学の中で特異な位置を占める研究会だった。1935年の柳田國男還暦を祝うために同会が編集・出版した『風位考資料』の編纂の仕事で中心的な役割を果たした。1937年の柳田國男による木曜会第100回記念写真からは、柳田國男、堀一郎、能田多代子、瀬川清子、小林存、橋浦泰雄、最上孝敬、桜田勝徳、関敬吾、大間知篤三、倉田一郎、大藤時彦らと共に國學院方言研究会出身の鈴木棠三、臼田甚五郎、牧田茂も参加していたことがわかる。 
特筆すべきは國學院大学の教員となってから多くの学生研究会を立ち上げたことで、1953年の國學院大学説話研究会設立を嚆矢として、國學院大学歌謡研究会、國學院大学源氏物語研究会、國學院大学民族学研究会等を組織・指導し（國學院大学民俗文学研究会とも深く関与したが、同会は臼田が指導した野村純一の下に学生が組織している）、徳江元正、野村純一、野村敬子、福田晃、須藤豊彦始め針本正行、吉海直人、居駒永幸、飯島一彦ら多くの研究者を育てたことである。

## 著書
- 『学生の為めの土佐日記の鑑賞』興文社　1938
- 『神道と文学』白帝社 神道文化叢書　1941
- 『歌謡民俗記』地平社 1943
- 『平安女流歌人』青梧堂 日本文学者評伝全書　1943
- 『本居宣長国学要集』湯川弘文社 1943
- 『大鏡・増鏡』法文社 最新国文解釈叢書　1956
- 『孤悲記』南雲堂 1966
- 『日本芸能叙説』新人物往来社 1971
- 『川物語』永田書房 1972
- 『食はず女房その他』昔話叙説I  桜楓社 1972
- 『屁ひり爺その他』昔話叙説II  桜楓社 1972
- 『天人女房その他』昔話叙説III  桜楓社 1973
- 『平安歌人研究』三弥井書店 1976
- 『子守唄のふる里を訪ねて』桜楓社 1978.6
- 『民俗文学へのいざなひ 烏と蟹とをめぐって』桜楓社 1980.1
- 『臼田甚五郎著作集』全8巻 おうふう 1995-97
- 『口承文学大概』おうふう 1997.1

### 共編著・校訂など
- 『新葉和歌集』宗良親王 東京図書出版 1944
- 『枕草子 新釈註』櫻井書店 新釈註国文叢書 1954
- 『枕草子の探求』大森郁之助共著 有朋堂 文法・文脈・整理　1960
- 『はつしぐれ』校 古典文庫 1967
- 『御伽草子』岡田啓助,藤島秀隆共編著 桜楓社 1973
- 『玉葉和歌集』三弥井書店 1973
- 『口承文芸の綜合研究』三弥井書店 1974
- 『日本の説話 第1巻 原点と周辺』西尾光一共編 東京美術 1974
- 『神楽歌・催馬楽』校注・訳 小学館 日本古典文学全集　1976
- 『東北アジア民族説話の比較研究』崔仁鶴共編 桜楓社 1978.12
- 『神道大系 文学編 4 神楽歌』神道大系編纂会 1989.3

## 記念論集
- 『口承文芸の展開 臼田甚五郎博士還暦記念』国学院大学文学第二研究室記念論文編集委員会編 桜楓社 1974-75
- 『日本文学の伝統と歴史』臼田甚五郎博士還暦記念論文集編集委員会編 桜楓社 1975
- 『日本文学史の新研究』臼田甚五郎先生の古稀を祝ふ会 記念論文集編集委員会編 三弥井書店 1984.1